# 帕加諾冰原島峰
83°41′S 87°40′W / 83.683°S 87.667°W
帕加諾冰原島峰是南極洲的冰原島峰，位於埃爾斯沃思地，處於哈爾特山以東15公里和福特山東北面150公里，海拔高度1,830米，現時由南極條約體系管理。